# Пеліну (Констанца)
Пеліну (рум. Pelinu) — село у повіті Констанца в Румунії. Входить до складу комуни Комана.
Село розташоване на відстані 191 км на схід від Бухареста, 34 км на південний захід від Констанци.

## Населення
За даними перепису населення 2002 року у селі проживали 312 осіб.
Національний склад населення села:
| Національність | Кількість осіб | Відсоток |
| -------------- | -------------- | -------- |
| румуни         | 285            | 91,3%    |
| турки          | 16             | 5,1%     |
| татари         | 11             | 3,5%     |

Рідною мовою назвали:
| Мова      | Кількість осіб | Відсоток |
| --------- | -------------- | -------- |
| румунська | 285            | 91,3%    |
| турецька  | 16             | 5,1%     |
| татарська | 11             | 3,5%     |